# Wasyl Kowalski

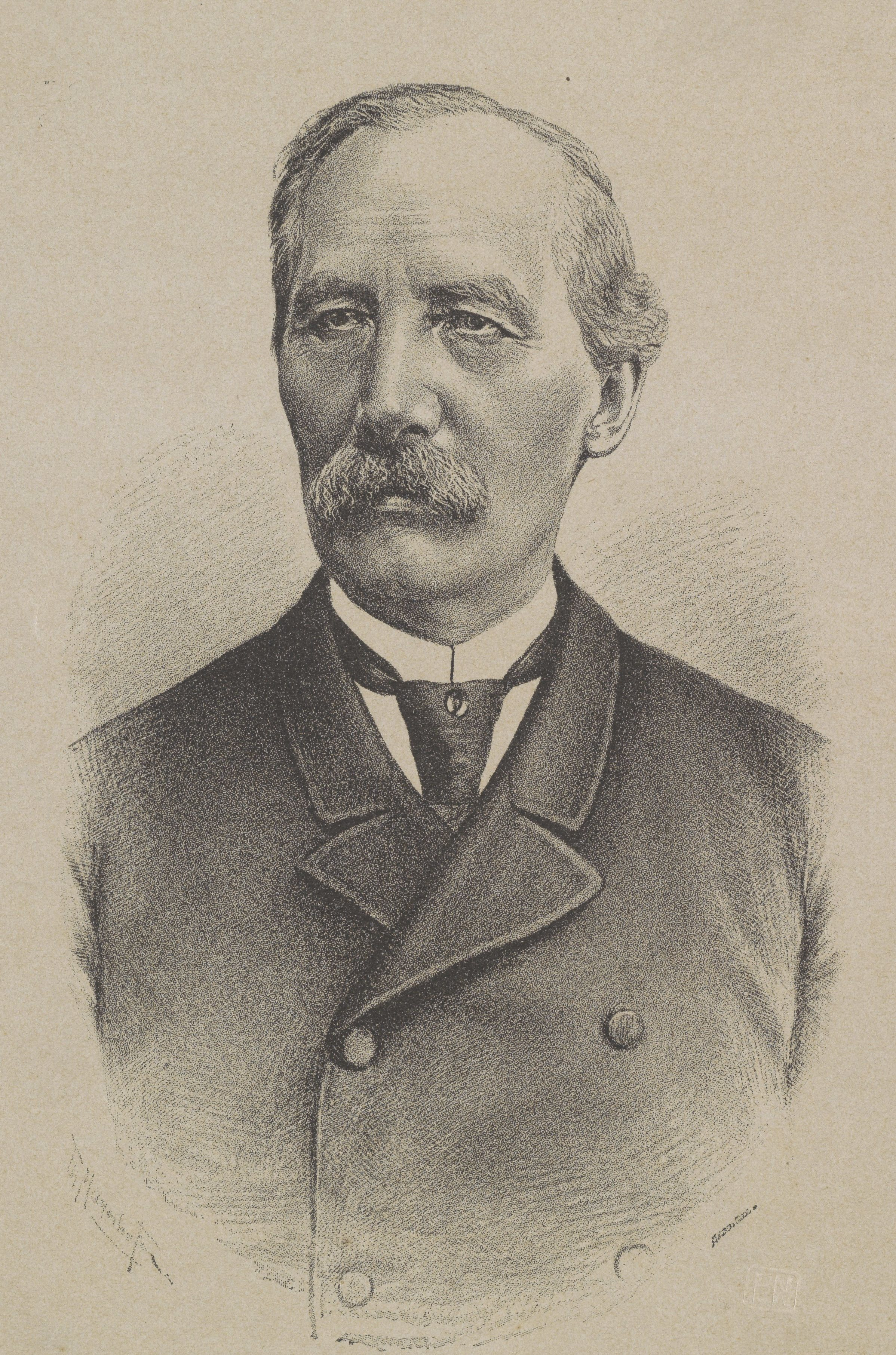
Wasyl Kowalski na litografii Theodora Mayerhofera

Wasyl Kowalski (ukr. Василь Ковальський, pol. Bazyli Kowalski, ur. 13 stycznia 1826 w Brodach, zm. 18 marca 1911 w Wiedniu) – ukraiński prawnik, polityk i działacz społeczny, jeden z liderów ugrupowania starorusinów.

## Życiorys
Ukończył szkołę powszechną w Brodach. Następnie uczył się w gimnazjum w Brzeżanach i Stanisławowie, gdzie uzyskał maturę. Studiował  na Wydziale Filozoficznym na uniw. we Lwowie, następnie teologię w seminariach i na uniw. w Wiedniu (1846-1848) i we Lwowie (1849-1850). W latach 1851–1854 odbył i ukończył studia prawnicze na uniw. w Wiedniu.
Po skończeniu studiów pracował jako urzędnik w Ministerstwie Sprawiedliwości, gdzie był tłumaczem i współredaktorem ruskiego tekstu Dziennika Ustaw (Reichsgesetzblatt) - "Вісника законів державних". Jednocześnie odbywał praktykę w prokuraturze i sądzie okręgowym w Wiedniu. Od 1858 był radcą sądu okręgowego w Przemyślu, następnie Sądu Okręgowego (1867-1872) i Sądu Krajowego (1872-1880) we Lwowie. W latach 1880–1881 referent a potem radca (1882-1906) Sądu Najwyższego (Obersten Gerichtshof) w Wiedniu. W 1906 przeszedł w stan spoczynku. Przełożył na język ukraiński austriacki kodeks handlowy i karny.
Zaangażowany politycznie. Był jednym z czołowych działaczy stronnictwa świętojurskiego a potem ruchu starorusinów, zwolennik opcji panruskiej (moskalofilskiej). Podczas Wiosny Ludów uczestniki Zjazdu Słowiańskiego w Pradze (1848) i Soboru Ruskich Uczenych (1848). Od 1851 był członkiem Instytutu Stauropigijnego, w latach 1871–1883 – jego seniorem. Członek założyciel Russkiej Rady, Hałycko-Ruskiej Matycy oraz Narodnego Domu, któremu przewodniczył w latach 1876–1883. Członek Towarzystwa im. Mychajła Kaczkowskiego.
Był także autorem podręczników szkolnych: "Буквар для дітей"  („Elementarz dla dzieci”) i, "Руська читанка" ("Ruska czytanka") a także powieści: "Повісті молодого Русина" („Opowieść młodego Rusina”), "Дорога до щастя" („Droga do szczęścia”) i "П'яниця" („Pijak”). Pisał także teksty do operetek.
Poseł Sejmu Krajowego Galicji II kadencji (18 lutego 1867 - 21 maja 1870), III kadencji (20 sierpnia 1870 - 26 kwietnia 1876), IV kadencji (8 sierpnia 1877 - 21 października 1882). Do Sejmu był wybierany z kurii IV (gmin wiejskich) w II kadencji   w okręgu wyborczym nr 15 (Przemyśl-Niżankowice) zaś w III i IV z okręgu nr 36 (Mikołajów-Żurawno). W sejmie należał do Klubu Ruskiego. Poseł do austriackiej Rady Państwa V kadencji (4 listopada 1873 - 22 maja 1879), VI kadencji (7 października 1879 - 23 kwietnia 1885) wybierany w kurii IV (gmin wiejskich) z okręgu wyborczego nr 15 (Stryj-Skole-Żydaczów-Mikołajów-Żurawno-Drohobycz-Medenice-Podbuż) oraz VII kadencji (22 września 1885 - 23 stycznia 1891) gdzie został wybrany w kurii IV (gmin wiejskich) w okręgu wyborczym nr 18  (Żołkiew-Mosty Wielkie-Kulików-Sokal-Bełz-Rawa-Uhnów-Niemierów). W kadencji V członek Klubu Ruskiego (Ruthenenklub), w kadencji VI początkowo niezrzeszony następnie od 14 grudnia 1882 w Klubie Centrum - członek zarządu - a w kadencji VII od 1885 prezes z ramienia starorusinów. Kazimierz Chłędowski tak go opisał najwytrawniejszym z ruskiego stronnictwa był Kowalski, który już z tego powodu musiał się trochę hamować, że był radcą sądowym. Pan Bazyli był jakimś funkcjonariuszem także w "Narodnym Domu", domu wystawionym na ruskie zgromadzenia itd., i miał tam wolne mieszkanie. Raz poszedłem do niego z jakimś interesem od namiestnika; zastałem pana Bazylego w długim szlafroku  z jedwabnej, krzyczącej, rosyjskiej materii, a ikony wisiały po rogach pokoju rosyjskim zwyczajem. Kowalski został później radcą w najwyższym trybunale w Wiedniu dzisiaj już starzec, mieszka w Wiedniu i mało miesza się do polityki.
Zmarł w Wiedniu i 20 marca został tam pochowany na Cmentarzu Centralnym.

## Odznaczenia i wyróżnienia
Od 1883 radca dworu. Odznaczony w listopadzie 1894  Krzyżem Kawalerskim Orderu Franciszka Józefa a następnie Krzyżem Komandorskim z Gwiazdą Orderu Franciszka Józefa.

## Rodzina
Urodził się w biednej rodzinie. Był synem woźnego magistratu w Brodach - Damiana Kowalskiego. Ożenił się dwukrotnie: 1) w 1851 z Juliją z Kuziemskich, z którą miał dwie córki i trzech synów) w 1870 z Heleną z Herasimowiczów z którą miał czterech synów i córkę.

## Literatura
- Iгор Чорновол, 199 депутатів Галицького сейму, Львів 2010, c. 138-139